# 滝沢涼子
滝沢 涼子（たきざわ りょうこ、1969年1月1日 - ）は、日本の女優。神奈川県出身。横浜市立横浜商業高等学校美容科卒。

## 出演

### テレビドラマ
- さくらももこランド・谷口六三商店（1993年4月 - 6月） - 悦子 役
- 彼女の嫌いな彼女（1993年） - 近藤恭子 役
- シチリアの龍舌蘭（1994年4月 - 9月、フジテレビ） - キサ 役
- 新選組血風録 (テレビドラマ)（1998年） - 東雲太夫 役
- 隠密奉行朝比奈（1998年） - 嵐千代菊 役
- こいまち（1999年） - 北条千都 役
- バーチャルガール (テレビドラマ)（2000年） - 唐沢あずさ 役
- 火曜サスペンス劇場（日本テレビ）
  - 「深夜高速バス」(1995年) - 萩原真梨奈 役
  - 「弁護士・朝日岳之助11 笑わせても殺さない」（1998年） - 岸本玲子 役
  - 「黒衣の天使」（2000年） - 堀部瑞紀 役
- 金曜エンタテイメント（フジテレビ）
  - 「松本清張七回忌特別企画・薄化粧の男」（1998年6月26日） - 斉藤美香 役
  - 「えなりかずきの少年探偵 事件でござる1」（2002年5月17日） - 保坂亜希子 役
- 土曜ワイド劇場 （テレビ朝日）
  - 「お祭り弁護士・澤田吾朗」（2000年） - 長井智代 役
  - 「殺人容疑者の妻!」（2001年） - 杉本聡美 役
  - 「フリー女子アナの殺人リポート1」（2004年） - 長尾恵美子 役
- たのしい幼稚園（2001年） - 野々村江里子 役
- 仮面ライダーアギト（2001年、テレビ朝日） - 三雲咲子 役
- 女と愛とミステリー 「小早川警視正シリーズ」（2002年） ‐ 木宮津久美
- 夜型愛人専門店-ブラッドハウンド-（2004年） - 高村五月 役
- 小児救命（2008年） - 寺岡雅美 役
- 交渉人〜THE NEGOTIATOR〜（2008年、テレビ朝日） - 成瀬香織 役
- サマヨイザクラ（2009年、フジテレビ） - 浜千代利架 役
- 松本清張生誕100年スペシャル・夜光の階段 第8話（2009年6月11日、テレビ朝日）
- 相棒（テレビ朝日）
  - 相棒 Season8 第6話「フェンスの町で」（2009年11月25日）- 村越良明の母・村越由美 役
  - 相棒 Season11 第12話「オフレコ」（2013年1月16日）- 岸倉治美 役
- ブラッディマンデイ Season2 （2010年1月 - 3月、TBS） - 竹内由希 役
- 853〜刑事・加茂伸之介 （2010年2月25日、テレビ朝日） - 福山志保 役
- ドラマSP 警視庁取調官　落としの金七事件簿（2010年5月29日、テレビ朝日）
- 経済ドキュメンタリードラマ ルビコンの決断（2010年8月5日、テレビ東京）
- マークスの山（2010年10月、WOWOW） - 看護師 役
- TBS開局60周年記念ドラマ「99年の愛〜JAPANESE AMERICANS〜」（2010年11月5日、TBS） - 収容所の女性 役
- 大河ドラマ「龍馬伝」最終話（2010年11月28日、NHK）
- スクール!!（2011年、フジテレビ） - 田畑健の母 役
- ドン★キホーテ 第1話（2011年7月9日、日本テレビ）
- ホンボシ〜心理特捜事件簿〜（2011年） - 三田延子 役
- Answer〜警視庁検証捜査官 第5話（2012年5月16日、テレビ朝日） - 真田侑子 役
- GTO 第1話（2012年7月3日、関西テレビ） - 上原久子（杏子の母） 役
- 償い（2012年11月 - 12月、NHK BSプレミアム） - 麻美 役
- サキ（2013年1月 - 3月、関西テレビ） - 堀江看護師長 役
- 書店員ミチルの身の上話（2013年1月 - 3月、NHK） - 古川志摩子 役
- 幽かな彼女（2013年4月9日、関西テレビ） - 本間貴子 役
- 孤独のグルメ Season3 第6話（2013年8月14日、テレビ東京） - 山源店員・娘 役
- 遺留捜査（2013年） - 横峯聡子 役
- ダークシステム 恋の王座決定戦（2014年） - 白石桂子 役
- 恋文日和 第6話（2014年2月11日、日本テレビ）
- 三匹のおっさん〜正義の味方、見参!!〜 第7話（2014年3月7日、テレビ東京） - リカコの母 役
- ゼロの真実〜監察医・松本真央〜 第6話（2014年8月21日、テレビ朝日） - 寺川倫子 役
- 松本清張〜坂道の家（2014年12月6日、テレビ朝日） - 川添勝子 役
- 最後の証人（2015年1月24日、テレビ朝日）
- 土曜ワイド劇場特別企画「スペシャリスト3」（2015年2月28日、テレビ朝日） - 五木幸枝 役
- 破裂 第1話（2015年10月10日、NHK） - 三枝祥子 役
- コウノドリ（2015年） - 早見光枝 役
- 99.9-刑事専門弁護士- SEASON Ⅰ（2016年）- 滝沢涼子 役
- 刑事7人
  - 第2シリーズ（2016年） - 野口ゆり子 役
  - 第7シリーズ（2021年） - 西沢聖子 役
- 緊急取調室（2017年） - 糸山芳子 役
- 仮面ライダーエグゼイド 第31・45話（2017年、テレビ朝日） -　泉照代 役
- 僕とシッポと神楽坂（2018年） ‐ 井上早苗
- 監察医 朝顔 第3話（2019年7月29日、フジテレビ）
- まとわりつくオンナ - 五つの地獄編 第1話（2020年3月6日、TBS）[1]
- 嘘の戦争（2023年） - 鰐淵美恵子 役
- アイシー〜瞬間記憶捜査・柊班〜 第6話（2025年2月25日、フジテレビ） - 平間幸恵 役[2]

### 映画
- 青春デンデケデケデケ（1992年10月31日公開、大林宣彦監督、東映） - 引地めぐみ 役（デビュー作品）
- 乳房（1993年）
- エンジェル・ダスト（1994年）
- さわこの恋 1000マイルも離れて（1995年）
- 大夜逃 夜逃げ屋本舗3（1995年） - 佐野里美 役
- 弾丸ランナー（1996年、SABU監督）
- ポストマン・ブルース（1997年、SABU監督）
- 女刑事RIKO 聖母の深き淵（1998年4月25日公開、井坂聡監督、エース・ピクチャーズ）
- 独立少年合唱団（2000年）
- DRIVE（2002年）
- 幸福の鐘（2003年） - 桜井雪子 役
- 想色 オモイ・ノ・イロ（2004年）
- 誰が心にも龍は眠る（2005年）
- 怪談新耳袋劇場版 幽霊マンション（2005年）
- TWO LOVE〜二つの愛の物語〜君と歩いた道（2005年公開、橋本直樹監督、ウィルコ）
- ハヴァ、ナイスデー（2006年）
- 口裂け女（2007年3月17日公開、白石晃士監督、トルネード・フィルム）
- 休暇 (映画)（2008年） - 南雅子 役
- ネコナデ（2008年、大森美香監督）
- ひぐらしのなく頃に 誓（2009年）
- ディア・ドクター（2009年、西川美和監督） - 北岡咲子 役
- 蟹工船（2009年、SABU監督）
- 妙子まで八メートル（2009年、山本聖監督）
- 28 1/2 妄想の巨人（2010年、押井守監督）
- 犬飼さんちの犬（2012年、亀井亨監督）
- 臍帯（2012年）
- 近キョリ恋愛（2014年10月11日公開、熊澤尚人監督）
- でーれーガールズ（2015年2月21日公開（2月14日岡山先行公開）、大久明子監督）
- かぐらめ（2015年） - 畑野恵理子 役
- 水いらずの星（2023年11月24日公開、越川道夫監督） - スナックのママ 役[3]

### 舞台
- 「マクベス」（1996年）
- 「レーン」水銀製 第2回公演（2005年）
- 松田優作13回忌追善公演 MAZDA2∞2+1「水銀」（2002年）
- 劇団たいしゅう小説家「人生最良みたいな〜!日? 〜葬儀と結婚式が同じ日に?!〜」（2007年）

### ショートムービー
- 「世界でいちばん身体にいいこと」（2006年、本田昌広監督）

### ラジオドラマ
- 青春アドベンチャー「レッドレイン」（1998年、NHK-FM） - 主演